# Bica (café)
Bica es un término muy usado en ciertas áreas de Portugal para un tipo de café similar al espresso, pero más largo y un poco más suave en el gusto que el italiano.
En casi todas las regiones de Portugal se llama simplemente um café, y va servido en una demitaza.
El nombre bica se origina por la forma en que sirven el café que cae desde la máquina de café expreso a la taza, como si de un manantial de agua o una fuente se tratase.

## Historia
La cafetería Café A Brasileira fue inaugurada en Lisboa por Adriano Telles el 19 de noviembre de 1905 en el número 122 (tienda de camisetas) con el objetivo de vender «auténtico café brasileño» del estado de Minas Gerais. Para promocionar su producto, Telles ofreció a cada comprador que compraba un kilogramo de café molido una taza de café gratis. Fue la primera tienda en vender la «bica», una pequeña taza de café fuerte, similar al espresso, con leche de cabra fresca de las granjas cercanas.
Hay una creencia en muchos locales de Lisboa en donde dicen que «bica» es un acrónimo de beba isto com açúcar, que literalmente significa ‘beba esto con azúcar’, pero esto es solamente una etimología popular.[cita requerida]